# Canton de Limogne-en-Quercy
Le canton de Limogne-en-Quercy est une ancienne division administrative française située dans le département du Lot et la région Midi-Pyrénées.

## Géographie
Ce canton était organisé autour de Limogne-en-Quercy dans l'arrondissement de Figeac. Son altitude variait de 129 m (Cénevières) à 415 m (Laramière) pour une altitude moyenne de 442 m.

## Composition
Le canton de Limogne-en-Quercy groupait douze communes et comptait 2 911 habitants (recensement de 1999 sans doubles comptes).
| Nom                   | Code Insee | Intercommunalité                | Superficie (km2) | Population (dernière pop. légale) | Densité (hab./km2) |
| --------------------- | ---------- | ------------------------------- | ---------------- | --------------------------------- | ------------------ |
| Beauregard            | 46020      | CC du Pays de Lalbenque-Limogne | 15,30            | 231 (2014)                        | 15                 |
| Calvignac             | 46049      | CC Grand-Figeac                 | 17,89            | 210 (2014)                        | 12                 |
| Cénevières            | 46068      | CC du Pays de Lalbenque-Limogne | 15,69            | 166 (2014)                        | 11                 |
| Concots               | 46073      | CC du Pays de Lalbenque-Limogne | 26,02            | 417 (2014)                        | 16                 |
| Laramière             | 46154      | CC Ouest Aveyron Communauté     | 22,08            | 335 (2014)                        | 15                 |
| Limogne-en-Quercy     | 46173      | CC du Pays de Lalbenque-Limogne | 32,31            | 778 (2014)                        | 24                 |
| Lugagnac              | 46179      | CC du Pays de Lalbenque-Limogne | 15,81            | 124 (2014)                        | 7,8                |
| Promilhanes           | 46227      | CC Ouest Aveyron Communauté     | 14,55            | 219 (2014)                        | 15                 |
| Saillac               | 46247      | CC du Pays de Lalbenque-Limogne | 16,28            | 162 (2014)                        | 10                 |
| Saint-Martin-Labouval | 46276      | CC du Pays de Lalbenque-Limogne | 13,49            | 173 (2014)                        | 13                 |
| Varaire               | 46328      | CC du Pays de Lalbenque-Limogne | 25,52            | 310 (2014)                        | 12                 |
| Vidaillac             | 46333      | CC du Pays de Lalbenque-Limogne | 9,49             | 163 (2014)                        | 17                 |

## Représentation

### Conseillers généraux de 1833 à 2015
| Période        | Période      | Identité                 | Étiquette   | Qualité |
| -------------- | ------------ | ------------------------ | ----------- | --- |
| 1833           | 1840         | Joseph-Louis Pradines    |             | Notaire, maire de Limogne-en-Quercy                                                                                                 |
| 1840           | 1848         | Louis Salgues            |             | Juge de paix à Calvignac |
| 1848           | 1858         | Jean-Antoine Galtié      |             | Juge de paix à Limogne-en-Quercy |
| 1858           | 1902 (décès) | François-Joseph Pradines | Droite      | Notaire, maire de Limogne-en-Quercy                                                                                                 |
| 1902           | 1919         | Henri Couderc            | Rad.        | Notaire, maire de Cénevières, conseiller d'arrondissement                                                                           |
| 1919           | 1925         | Joseph Pradines          | URD         | Docteur en médecine à Limogne-en-Quercy                                                                                             |
| 1925           | 1940         | Roger Couderc            | RG          | Médecin à Cénevières - Maire de Limogne-en-Quercy de 1908 à 1934                                                                    |
|                |              |                          |             | |
| 1945           | 1955 (décès) | Achille Ouvrieu          | Ind.        | Médecin à Limogne-en-Quercy Maire de Limogne de 1947 à 1955                                                                         |
| 9 octobre 1955 | 1958         | Edmond Lasfargette       | Rad.        | Agriculteur - Maire de Concots |
| 1958           | 1988         | Jacques Rouquié          | DVG puis PS | Médecin à Saint-Martin-Labouval |
| 1988           | 2015         | Gérard Amigues           | PS          | Médecin Vice-président du Conseil général Conseiller municipal de Limogne-en-Quercy Président de la Communauté de communes Lot-Célé |

### Conseillers d'arrondissement (de 1833 à 1940)
| Période                                  | Période | Identité                                                  | Étiquette                             | Qualité |
| ---------------------------------------- | ------- | --------------------------------------------------------- | ------------------------------------- | --- |
| 1833                                     | 1842    | Jean Baptiste Casimir (de) Ricard (de Lacaze) (1798-1845) |                                       | Ancien officier de cavalerie, maire de Calvignac (1830-1837)                                                |
| 1842                                     | 1848    | Pierre Ladoux                                             |                                       | Propriétaire à Saint-Martin-Labouval (maire de 1835 à 1838 et de 1846 à 1856)                               |
|                                          |         |                                                           |                                       | |
| av.1890                                  | 1902    | François-Henri Couderc                                    | Républicain progressiste puis Radical | Notaire, maire de Cénevières                                                                                |
|                                          |         |                                                           |                                       | |
| 1919                                     |         | Émile Couderc                                             | Républicain                           | Médecin |
|                                          | 1940    | M. Marre                                                  | RG                                    | Industriel à Saint-Martin-Labouval                                                                          |
| 1940                                     |         |                                                           |                                       | Les conseils d'arrondissement ont été suspendus par la loi du 12 octobre 1940 et n'ont jamais été réactivés |
| Les données manquantes sont à compléter. |         |                                                           |                                       | |

## Démographie
| 1975  | 1982  | 1990  | 1999  | 2006  | 2011  | 2012  |
| ----- | ----- | ----- | ----- | ----- | ----- | ----- |
| 2 801 | 2 832 | 2 756 | 2 911 | 3 099 | 3 301 | 3 297 |